# HD 192531
HD 192531，又名CP-63 4576，SAO 254772、HR 7732，是一颗恒星，视星等为6.27，位于銀經333.13，銀緯-33.82，其B1900.0坐标为赤經20h 10m 13.7s，赤緯-63° -33.82′ 15″。